# Val-de-Comporté
Val-de-Comporté est une commune nouvelle française située dans le département de la Vienne, en région Nouvelle-Aquitaine. Créée le 1er janvier 2024, elle est issue de la fusion des communes de Saint-Macoux et Saint-Saviol. Son chef-lieu est Saint-Saviol.

## Géographie

### Localisation
La commune nouvelle de Val-de-Comporté se trouve au sud du département de la Vienne, à la frontière des Deux-Sèvres, dans la petite région agricole des « Terres rouges à châtaigniers »,. À vol d'oiseau, elle se situe à 50,6 km de Poitiers, préfecture du département, à 59 km de Montmorillon, sous-préfecture, et à 5,5 km de Civray, chef-lieu du canton éponyme dont dépend la commune depuis sa création.
Les communes les plus proches sont : Saint-Pierre-d'Exideuil (2,8 km), Voulême (3,7 km), Saint-Gaudent (4 km), Limalonges (5,1 km), Linazay (5,3 km) et Montalembert (7,4 km).
| Linazay                    |                 | Saint-Pierre-d'Exideuil |
| Limalonges (Deux-Sèvres)   | Val-de-Comporté |                         |
| Montalembert (Deux-Sèvres) | Voulême         | Saint-Gaudent           |

### Évolution du territoire
Le 1er janvier 2024, les communes de Saint-Macoux et Saint-Saviol fusionnent sous le régime de la commune nouvelle, pour former la commune de Val-de-Comporté. Les deux anciennes communes deviennent communes déléguées. Le chef-lieu est fixé à la mairie l'ancienne commune de Saint-Saviol.

### Géologie et relief
La superficie de la commune est de 21,49 km2. L'altitude du territoire communal varie de 96 mètres à 144 mètres.

### Hydrographie
La commune nouvelle est traversée par la Charente sur une longueur de 5,6 km.

### Climat
Pour des articles plus généraux, voir Climat de la Nouvelle-Aquitaine et Climat de la Vienne.

## Urbanisme

### Typologie
Au 1er janvier 2024, Val-de-Comporté est catégorisée commune rurale à habitat dispersé, selon la nouvelle grille communale de densité à sept niveaux définie par l'Insee en 2022.
Elle est située hors unité urbaine et hors attraction des villes,.

## Histoire
Le 1er janvier 2024, Saint-Macoux et Saint-Saviol fusionnent pour créer la commune nouvelle de Val-de-Comporté.

## Politique et administration

### Rattachements administratifs et électoraux
Val-de-Comporté et ses communes déléguées appartiennent à l'arrondissement de Montmorillon et au canton de Civray depuis sa création.
Pour l'élection des députés, la commune nouvelle fait partie de la troisième circonscription de la Vienne, représentée depuis juin 2022 par Pascal Lecamp (MoDem).
Elle est par ailleurs membre de la communauté de communes du Civraisien en Poitou, un établissement public de coopération intercommunale (EPCI) à fiscalité propre créé le 1er janvier 2017 dont le siège est à Civray.

### Communes déléguées
| Nom                  | Code Insee | Intercommunalité           | Superficie (km2) | Population (dernière pop. légale) | Densité (hab./km2) |
| -------------------- | ---------- | -------------------------- | ---------------- | --------------------------------- | ------------------ |
| Saint-Saviol (siège) | 86247      | CC du Civraisien en Poitou | 10,81            | 536 (2021)                        | 50                 |
| Saint-Macoux         | 86231      | CC du Civraisien en Poitou | 10,68            | 478 (2021)                        | 45                 |

### Tendances politiques et résultats
| Année                 | 1er tour | 1er tour | 1er tour | 1er tour | 1er tour | 1er tour | 1er tour | 1er tour | 1er tour | 1er tour | 1er tour | 1er tour | 1er tour | 2d tour     | 2d tour     | 2d tour     | 2d tour     | 2d tour     | 2d tour     | 2d tour     | 2d tour     | 2d tour     | 2d tour     | 2d tour     | 2d tour     | 2d tour     |  |
| Année                 | 1er      | 1er      | 1er      | %        | 2e       | 2e       | %        | 3e       | 3e       | %        | 4e       | 4e       | %        | 1er         | 1er         | %           | 2e          | 2e          | %           | 3e          | 3e          | %           | 4e          | 4e          | %           |             |  |
| --------------------- | -------- | -------- | -------- | -------- | -------- | -------- | -------- | -------- | -------- | -------- | -------- | -------- | -------- | ----------- | ----------- | ----------- | ----------- | ----------- | ----------- | ----------- | ----------- | ----------- | ----------- | ----------- | ----------- | ----------- |  |
|                       |          |          |          |          |          |          |          |          |          |          |          |          |          |             |             |             |             |             |             |             |             |             |             |             |             |             |  |
| Élections européennes |          |          |          |          |          |          |          |          |          |          |          |          |          |             |             |             |             |             |             |             |             |             |             |             |             |             |  |
| 2024                  | 2024     |          |          |          |          |          |          |          |          |          |          |          |          | tour unique | tour unique | tour unique | tour unique | tour unique | tour unique | tour unique | tour unique | tour unique | tour unique | tour unique | tour unique | tour unique |  |
| 2024                  | 2024     |          |          |          |          |          |          |          |          |          |          |          |          |             |             |             |             |             |             |             |             |             |             |             |             |             |  |
|                       |          |          |          |          |          |          |          |          |          |          |          |          |          |             |             |             |             |             |             |             |             |             |             |             |             |             |  |

### Liste des maires
| Période      | Période  | Identité            | Étiquette | Qualité |
| ------------ | -------- | ------------------- | --------- | ------- |
| janvier 2024 | En cours | Jean-Pierre Bernard |           |         |

Jusqu'en 2026, date des prochaines élections municipales, la commune nouvelle est administrée par un conseil municipal composé de l'ensemble des membres des conseils municipaux des deux anciennes communes.

### Finances communales
La commune de Val-de-Comporté est enregistrée au répertoire des entreprises sous le code SIREN 200 102 440. Son activité est enregistrée sous le code APE 84.11Z, correspondant aux administrations publiques générales.

## Démographie
L'évolution du nombre d'habitants est connue à travers les recensements de la population effectués dans la commune depuis sa création.

En 2022, la commune comptait 1 007 habitants, en augmentation de 4,04 % par rapport à 2016 (Vienne : +0,75 %, France hors Mayotte : +1,21 %). La densité est de 47,3 hab/km2.
| 2020  | 2021  | 2022  |
| ----- | ----- | ----- |
| 1 016 | 1 014 | 1 007 |

## Lieux et monuments

### Saint-Macoux
- Église Saint-Maclou construite en calcaire. L'édifice de style roman du XIIe siècle. Il a été fortement remanié au XVe siècle. Le plan est classique : il est en croix latine. Le clocher, carré, s'élève sur le portail occidental. Le toit de l'église a été fortement rabaissé. Le portail occidental est de style gothique flamboyant. Il est orné de pilastres à clochetons, de moulures et de choux. Il a été endommagé au cours des guerres de Religion. Le chemin de croix date du XXe siècle. Il a été réalisé par neuf artistes du groupe artien de Civray (Vienne). L'église fut, pendant longtemps, un lieu de pèlerinage en raison d'une source qui prend naissance sous l'autel. Un conduit souterrain l'évacue au niveau du chevet. L'eau est toujours à la même température, soit 10°. On y plongeait les enfants rachitiques pour les fortifier.
- Belle grange voûtée au hameau de Comporté. C’est une grange qui a été construite en pierre de taille en 1604. C’est un vestige du château primitif. Il aurait servi de lieu de culte aux protestants au XVIe et XVIIe siècles  lors des guerres de Religion et durant les dragonnades ou après la révocation de l'édit de Nantes. Au milieu du XVIIIe siècle, un nouveau château est construit. Il est constitué d’un corps de logis et de deux ailes. De nos jours, il ne reste plus que ces dernières. Les pierres du logis ont été récupérées pour l’édification de la mairie de Civray.
- Mairie-école. Le bâtiment a été édifié en 1869, à l’extérieur de la commune. Auparavant, il n’y avait pas d’école et l’instituteur recevait les élèves à son domicile. Un deuxième bâtiment est construit à côté du premier en 1880. Dès lors, il y a deux écoles, l’une pour les garçons et l’autre pour les filles.  De nos jours, la partie ancienne a été restaurée et a été transformée en mairie. L’autre partie est toujours une école.

### Saint-Saviol
- Église Saint-Saviol qui date du XIIIe et du XIVe siècle. La porte de la façade nord est précédée d'un porche à galerie qui date du XVIIIe siècle. C'est un exemple rare d'architecture dans le Civraisien. Le chevet qui est plat, est percé d'une fenêtre ogivale. Il a été  refait au XIVe siècle. L'édifice a été agrandi ensuite en 1788. Dans l'église, il est possible de voir une belle dalle funéraire de pierre du XIVe siècle de Aimery Brothier, chevalier de l'ordre du Temple.
- Château de Fayolle qui date de la fin XVe siècle et du début du XVIIIe siècle.
- Château de la Feuilleterre qui a été construit au cours de la première moitié du XIXe siècle. Cette construction a remplacé un château édifié au cours du XVIe siècle. Seul le pigeonnier Nord, couvert de tuiles plates, rtémoigne de cette première construction.